# Quartier VI (Turku)
Le Quartier VI (finnois : VI kaupunginosa) est un quartier de Turku en Finlande.

## Galerie

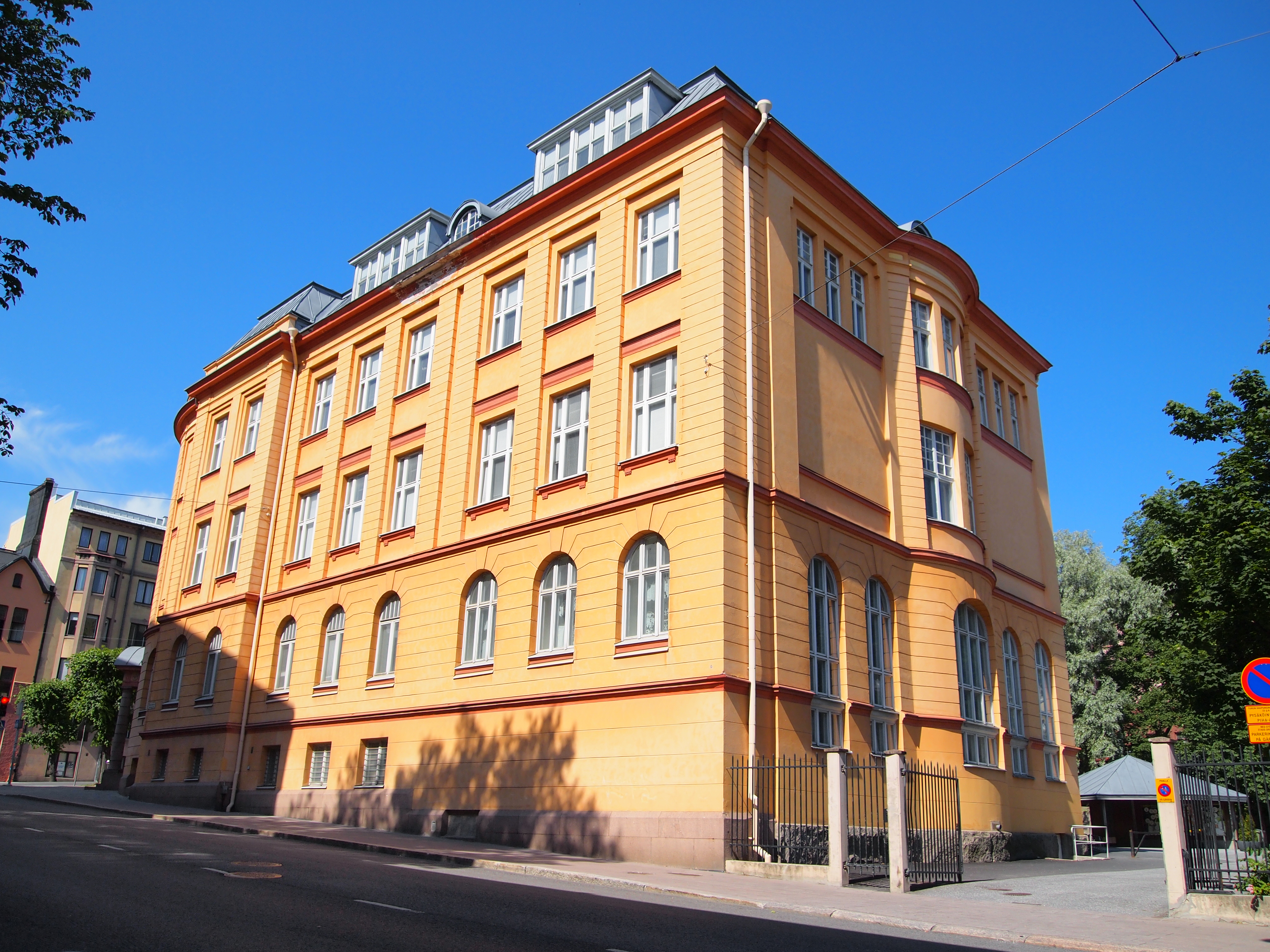
Coin des rues Aurakatu et Maariankatu.
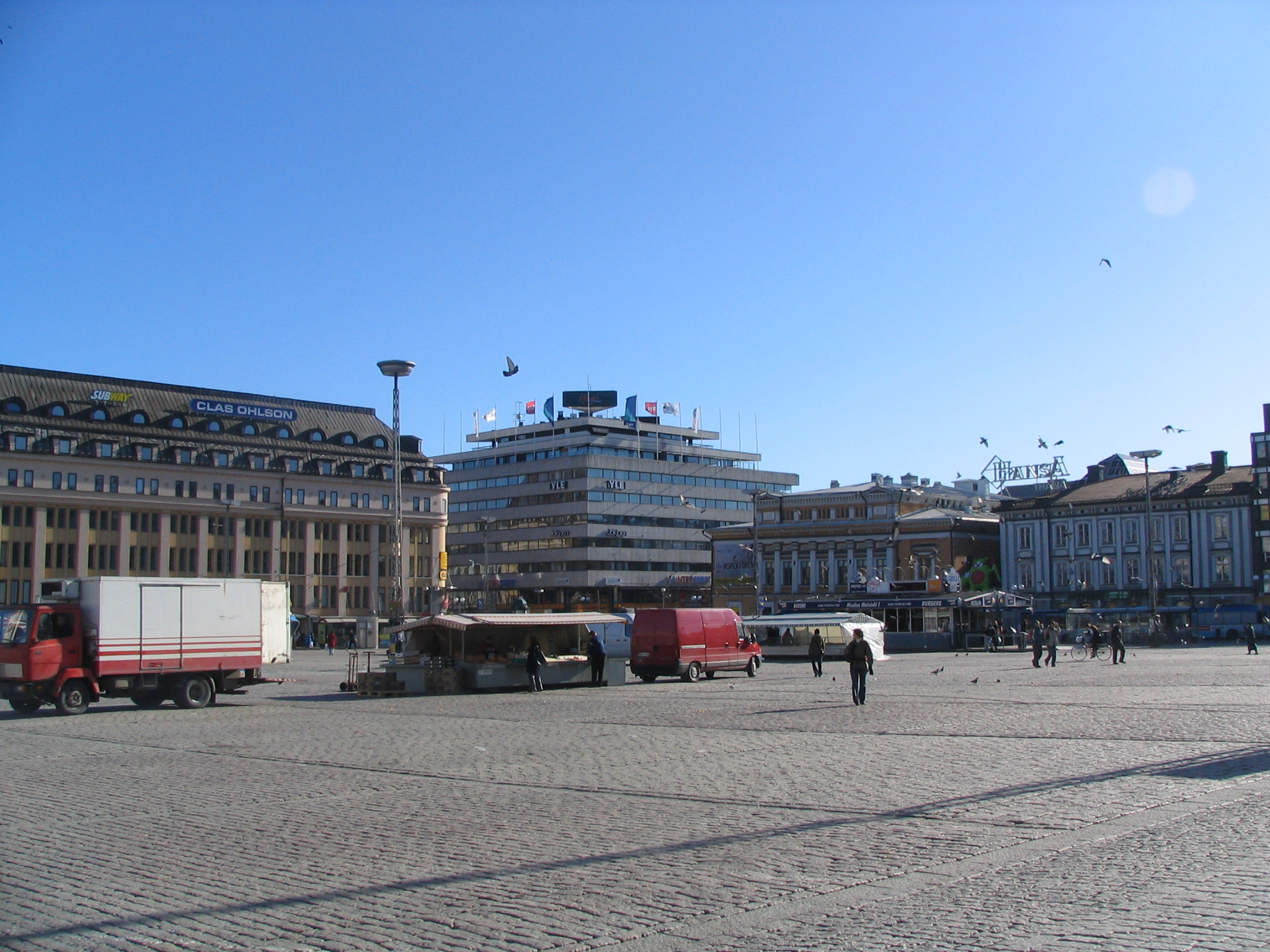
Place du marché de Turku
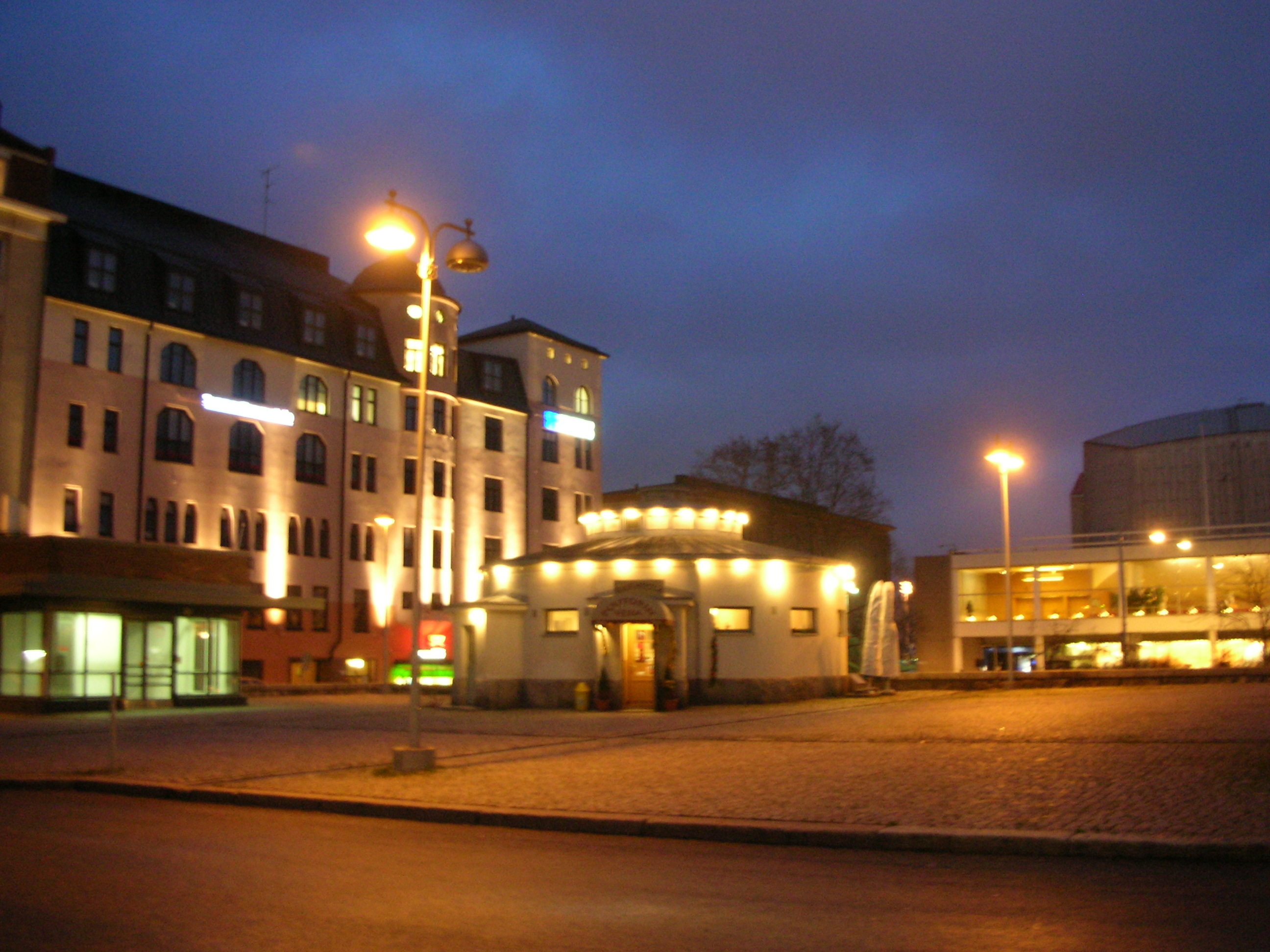
Puutori